# Доггерель
Доггерель — вірш у давньоанглійській поезії, що має нерегулярний ритм та риму, часто навмисно для бурлескного чи комічного ефекту. Крім того, може означати вірш, який має монотонний ритм, легку риму та асоціюється з дилетантськими, імітаційними віршами, найчастіше властивими графоману. Слово походить від середньоанглійського dogerel, ймовірно, похідного від dog (собака). В англійській мові він використовується як прикметник з 14 століття, а іменник — принаймні з 1630 року.
З'являється з давніх часів у літературах багатьох культур, характерний для дитячих рим та дитячої пісні.